# Новостройка (Вытегорский район)
Новостройка — посёлок в Вытегорском районе Вологодской области.
Входит в состав Алмозерского сельского поселения, с точки зрения административно-территориального деления — в Алмозерский сельсовет.
Расположен на левом берегу реки Илекса. Расстояние по автодороге до районного центра Вытегры — 52 км, до центра муниципального образования посёлка Волоков Мост — 16 км. Ближайшие населённые пункты — Великий Двор, Конецкая, Старцево.
По переписи 2002 года население — 223 человека (112 мужчин, 111 женщин). Преобладающая национальность — русские (98 %).